# مسجد الرواس
مسجد الرواس من مساجد العراق القديمة والتي هدمت ومحي أثرها، وبناه وشيدهُ السلطان عبد الحميد الثاني عام 1310هـ/1893م، في عهد الدولة العثمانية، ويقع في محلة باب الشيخ في جانب الرصافة من بغداد بالقرب من شارع الكيلاني، وكانت فيهِ مدرسة دينية، ويحتوي المسجد على مصلى وبعض الغرف، وكان فيهِ قبر الشيخ محمد الرواس الذي يسمى المسجد بأسمهِ وهو بهاء الدين محمد مهدي بن علي بن نور الدين آل خزام الصيادي الرفاعي الشهير بالرَّوَّاس المتوفى عام 1292هـ/1875م، وقيل إنه توفى في 1287هـ/1870م، ولقب بهذا اللقب عدداً من الشيوخ الذين سبقوه كما يذكر ذلك السمعاني في الأنساب.
وبعد هدم المسجد من قبل أمانة العاصمة في عام 1954 نقلت رفاة الشيخ محمد الرواس إلى جامع سيد سلطان علي. وفي عام 1382هـ/ 1959م أطلقت وقفية جامع الرواس المزال فعوض عنهُ ببناء مسجد جديد في حي القاهرة ببغداد بنفس الاسم (جامع الرواس)، وافتتح في عام 1384هـ/1964م، ثم أُضيفت لهُ فيما بعد دار سكن لإمام المسجد.

## تاريخ المسجد
بعد وفاة الشيخ محمد الرواس دفن في مسجد دكاكين حَبّوب الذي عرف فيما بعد بمسجد الرَّوَّاس، وكان يقع هذا المسجد الصغير في محلة دكاكين حَبّوب بالقرب من رأس القرية التي تنسب إلى خمس دكاكين يمتلكها شخص يدعى (حَبّوب)، بين مبنى أمانة بغداد والسنك، وكانت هذه المحلة قائمة بذاتها إلا أنها تقلصت فيما بعد حتى عدها المساح والقائد البريطاني فيلكس جونس سنة (1262هـ/1846م) عقداً من عقود محلة المربعة، وفي إحدى الوقفيات تذكر أن (السيدة خديجة بنت عبد الله زوجة الحاج محمد جلبي الرواف، المؤرخة في 15 ذي الحجة (1236هـ/1820م) قد أوقفت ثلاث بساتين خارج الباب الشرقي وداراً في محلة النقاشين في بغداد على مسجد صغير في محلة دكاكين حَبّوب ومساجد أخرى)، وبمساعي من أبي الهدى الصيادي جدد في عهد السلطان العثماني عبد الحميد الثاني مسجد الرَّوَّاس عام (1310هـ /1893م) وبنى على قبرهِ زاوية ورباطا ومدرسة تكريماً له. وفي سنة (1373هـ/1954م) قامت أمانة العاصمة في عهد المملكة العراقية بفتح شارع رئيس يربط منطقة باب المعظم بمنطقة الباب الشرقي موازياً لشارع الرشيد سمي بشارع الملكة عالية (نسبة إلى الملكة عالية بنت علي بن الحسين وزوجة الملك غازي) الذي أبدل اسمه إلى شارع الجمهورية ومن ثم إلى شارع الخلفاء (نسبة إلى جامع الخلفاء)، فعندما فتح هذا الشارع أصبح جامع الرَّوَّاس الذي فيه قبر السيد الرَّوَّاس في وسط الشارع، فأجريت آنذاك مشاورات حول جعل المسجد بدائرة في وسط الشارع ولكن استقر الرأي فيما بعد على إزالة المسجد وحفظ أوقافه، ونقل رُفات السيد الرَّوَّاس ودفنه في جامع السيد سلطان علي، فنقل رُفاته صباح يوم 14 شعبان 1373هـ/18 نيسان 1954م، ودفن بجوار قبر سيد سلطان علي، وسجلت هذهِ الحادثة بمحضر من قبل دائرة أوقاف بغداد وبحضور مفتي العراق الشيخ أمجد الزهاوي والشيخ نجم الدين الواعظ والشيخ عبد القادر الخطيب، والشيخ كاظم الشيخلي إمام وخطيب جامع السيد سلطان علي وجمع من العلماء ومريدي وأتباع السيد الرَّوَّاس. وتوالى تجديد الضريح مع التجديدات التي أجريت على مبنى جامع السيد سلطان علي في 15 نيسان 1995م، وفي عام 1999م. وفي عام 1382هـ/ 1959م أطـْلِقـَت وقفية جامع الرواس المزال فعوض عنه بجامع جديد في حي القاهرة ببغداد بدلاً عنهُ، وكانت تعرف المنطقة المشيد عليها الجامع الجديد بمنطقة خلف السدة (سدة ناظم باشا) من جانب الرصافة التي تعود ملكيتها سابقاً إلى حكمت سليمان، والمشهورة ببزايز الصليخ؛ فخصصت القطعة المرقمة (7/1329مقاطعة 5)، وبمساحة 602,50 متر مربع. وعرف ذلك الجامع الجديد بجامع الرَّوَّاس وافتتح في عام 1384هـ/1964م، ثم أُضيفت لهُ فيما بعد مكتبة ودار سكن لإمام المسجد.